# Classe Myōkō
La classe Myōkō a été la troisième classe de croiseurs lourds de la Marine impériale japonaise, comprenant quatre unités portant divers noms de montagnes japonaises, construites, en quatre ans chacune, par les arsenaux de Yokosuka et de Kure et dans les chantiers navals de Nagasaki et Kobe, entre novembre 1924 et août 1929. Ces unités marquèrent une évolution sensible dans la construction des croiseurs lourds japonais, par la puissance de leur artillerie, tant principale qu'anti-aérienne, mais elles ne respectaient pas les stipulations, en vigueur à l'époque, des traités de limitation des armements navals, en particulier en ce qui concerne le déplacement maximal des croiseurs.

Les quatre unités de cette classe prirent une part active à la guerre du Pacifique et aucune n'y survécut.

## Arrière-plan et conception
La mise sur cale des premières unités de la classe Myōkō, (25 octobre et 26 novembre 1924), a suivi de très près celle de la dernière unité de la classe Aoba (24 octobre 1924) et a été concomitante à celle des premières unités de la classe County de la Royal Navy (septembre à octobre 1924). Ce n'est qu'un an plus tard que les États-Unis ont mis sur cale leur premier croiseur construit après le traité de Washington, mais la construction navale américaine a été plus rapide, et le lancement du Pensacola intervint, le 25 avril 1927, dix jours après celui du Myōkō, le 16 avril 1927.
La construction de ces diverses classes s'est effectuée sous l'œil attentif des services de renseignements des différentes marines concernées. Avec un déplacement officiel de 9 100 tonnes, qui n'était pas, au demeurant, sous-évalué, les premiers croiseurs américains portaient une protection équivalente à celle des croiseurs japonais déjà construits, avaient une vitesse inférieure de deux nœuds, à 32½ nœuds, pour une puissance installée comparable, en raison d'un rapport longueur/largeur plus faible (8,55 au lieu de 11,59) mais devaient recevoir une artillerie principale constituée de deux ensembles d'une tourelle double et d'une tourelle triple superposée, donc nettement supérieure aux trois tourelles doubles de la classe Aoba. Les croiseurs de la classe Myōkō eurent une longueur accrue de 18 mètres par rapport à la classe Aoba, dépassant ainsi 200 mètres, et conservant le même rapport longueur/largeur, la longueur de coque permettant d'ajouter une tourelle double entre la tourelle no 2 et le bloc passerelle et une tourelle superposée entre la catapulte et la tourelle arrière. Mais cela aboutissait à un déplacement standard dépassant de près de 10 % le déplacement maximal autorisé par les traités,.
On notera la différence fondamentale de la politique de constructions navales du Royaume-Uni et de l'empire du Japon, qui conduit, sensiblement au même moment, au tournant des années 1920-1930, le Japon à mettre en service des navires plus puissants, portant dix canons de 203 mm après des croiseurs en portant six, alors que la Royal Navy, dans le souci d'avoir le plus grand nombre de bâtiments opérationnels, passe de croiseurs armés de huit canons de 203 mm (ou de 152 mm) à des croiseurs armés de six canons, des classes County à York, ou des classes Leander à Arethusa.

## Caractéristiques
L'artillerie principale installée sur la classe Myōkō restait du modèle 200 mm 1 GÔ (Mark I), le canon de 203 mm 2 GÔ (Mark II) n'étant mis au point qu'après 1931. Les tourelles étaient dites du type D, qui ont en fait été conçues avant celles du type C de la classe Aoba, mais les deux modèles étaient très proches l'un de l'autre. L'élévation maximale était de 40° dans les deux cas, les vitesses de rotation et d'élévation de 4°/s et 6°/s respectivement, la cadence de tir de 3 à 5 coups/min. Le chargement se faisait à une élévation des canons de l'ordre de 5°. La dotation était de 120 coups par pièce.
L'artillerie secondaire, mise en place à l'origine comportait six affûts simples de 120 mm à double usage, soit 50 % de tubes de plus que la classe Aoba. Les croiseurs de la classe Myōkō reçurent à l'origine deux ensembles de trois tubes lance-torpilles fixes de 610 mm de diamètre, dans la coque, sur chaque bord. La ceinture blindée, inclinée, avait 4 pouces d'épaisseur au lieu de 3 pouces pour les classes précédentes ( 102 mm au lieu de 76), et les machines, quatre turbines à engrenages, alimentées par douze chaudières, développant plus de 130 000 ch, assuraient une vitesse maximale de 35½ nœuds.
Une refonte des croiseurs de la classe Myōkō eut lieu à partir de 1936. Pour l'artillerie principale, les nouveaux canons de 203 mm 2 GÔ (Mark II) ont été substitués aux canons de 200 mm d'origine. Pour l'artillerie secondaire, quatre tourelles doubles de 127 mm Type 89 ont été installées à la place des six tourelles simples de 120 mm. La cadence de tir était de 8 coups/min, mais pouvait atteindre 14 coups/min dans des séquences courtes. L'élévation maximale était de 85-90°, la vitesse d'élévation était de 12°/s, la vitesse de rotation de 7°/s. Ces caractéristiques en faisait un armement anti-aérien apprécié, mais la vitesse initiale relativement faible de 700 à 725 m/s entrainait une portée maximale de seulement 14 800 mètres en tir anti-navire, à l'élévation de 45°, ou un plafond de 9 400 mètres en tir anti-aérien à l'élévation de 75°. La DCA rapprochée était assurée par quatre affûts doubles de canons antiaériens de 25 mm Type 96, et deux affûts de mitrailleuses bi-tubes Vickers de 13,2 mm. Les douze tubes lance-torpilles fixes installés dans la coque ont été remplacés par deux plates-formes orientables quadruples sur le pont principal. Les installations d'aviation ont été développées, avec deux catapultes et une grue pour accueillir deux ou trois hydravions. Mais, au total, le déplacement s'en est trouvé porté à 13 380 tonnes, alors que l'empire du Japon avait fait connaitre, il est vrai, son refus de se conformer, au-delà du 31 décembre 1936, à toute limitation découlant des traités de limitation des armements navals. La propulsion étant restée inchangée, la vitesse maximale s'en trouva réduite à 33¾ nœuds,.
À la sortie de cette refonte, l'Ashigara, portant la marque du Commandant de la 4e Division de Croiseurs de la 2e Flotte, a été envoyé en Europe, pour participer notamment à la revue navale internationale de Spithead, à l'occasion du couronnement du roi George VI.

## Les unités de la classe
| Nom      | Quille           | Lancement     | Armement         | Chantier naval                                   | Fin de carrière                                                                                  | Photo |
| -------- | ---------------- | ------------- | ---------------- | ------------------------------------------------ | ------------------------------------------------------------------------------------------------ | ----- |
| Myōkō    | 25 octobre 1924  | 16 avril 1927 | 31 juillet 1929  | Arsenal de Yokosuka Empire du Japon              | mis hors de combat le 24 octobre 1944 à la bataille de la mer de Sibuyan, sabordé le 8 juin 1946 |       |
| Nachi    | 26 novembre 1924 | 15 juin 1927  | 28 novembre 1928 | Arsenal de Kure Empire du Japon                  | coulé le 5 novembre 1944 par l'aviation de la IIIe Flotte US en baie de Manille                  |       |
| Haguro   | 16 mars 1925     | 24 mars 1928  | 25 avril 1929    | Chantiers Mitsubishi de Nagasaki Empire du Japon | coulé le 16 mai 1945 par des destroyers britanniques de l'East Indies Fleet                      |       |
| Ashigara | 11 avril 1925    | 22 avril 1928 | 20 août 1929     | Chantiers Kawasaki de Kobe Empire du Japon       | coulé le 8 juin 1945 par un sous-marin britannique dans le détroit de Bangka                     |       |

## Service
En août 1937, pendant la guerre sino-japonaise, les quatre croiseurs de la classe Myōkō et le Maya ont pris part à un débarquement dans l'archipel de Zhoushan, à proximité de Shanghai. En mai 1938, le Myōkō a participé à l'assaut amphibie contre Amoy. En 1940, deux nouvelles plates-formes lance-torpilles quadruples ont été installées. Le 1er décembre 1940, le vice-amiral Mikawa est nommé au commandement de la 5e Division de Croiseurs. En juillet 1941, l'Ashigara a participé à l'occupation japonaise de la Cochinchine, en Indochine française. Le 6 septembre 1941, le contre-amiral Takagi succède au vice-amiral Mikawa, à la tête de la 5e Division de Croiseurs.
Au début décembre 1941, l'Ashigara est devenu le navire-amiral de la 3e Flotte, chargée de l'attaque des Philippines. Il a participé à l'occupation du nord des Philippines, assurant la couverture du débarquement de Lingayen, le 22 décembre, tandis que les trois autres croiseurs qui faisaient partie de la 5e Division de Croiseurs, ont pris part aux attaques au sud des Philippines (débarquements de Legaspi, le 11 décembre, Davao, le 19 et 20 décembre et Jolo, le 24 décembre). Les quatre croiseurs ont participé, en janvier et février à l'occupation de Bornéo et des Célèbes.

### De la mer de Java à la mer de Corail

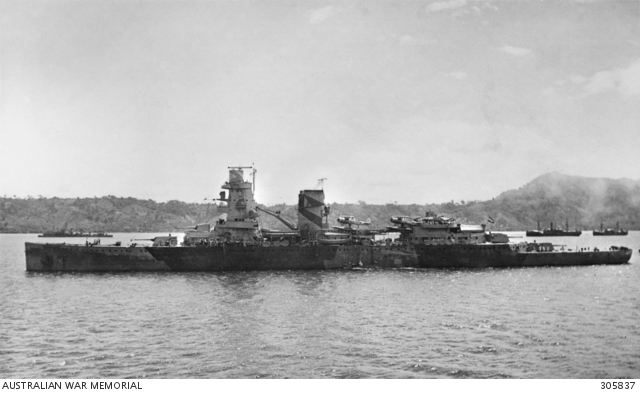
Le croiseur néerlandais De Ruyter, sur lequel l'amiral Doorman avait sa marque, quelques jours avant d'être coulé par le Nachi et le Haguro, en fin février 1942

Pour l'attaque japonaise des Indes orientales néerlandaises, une bataille décisive contre les forces navales du Commandement Américain-Britannique-Hollandais et Australien, connu par son acronyme en langue anglaise ABDACOM, a eu lieu le 27-28 février 1942, dans la mer de Java. L'escadre du contre-amiral néerlandais Doorman, qui comptait alors deux croiseurs légers néerlandais, et avait reçu le renfort des croiseurs lourds HMS Exeter et USS Houston, a affronté les navires des 4e, 5e, et 7e Divisions de Croiseurs japonais, c'est-à-dire des croiseurs lourds des classes Takao, Myōkō et Mogami. Tous ces navires étaient mieux armés, avec 10 canons de 203 mm que les croiseurs lourds alliés qui ne pouvaient alors en aligner que six. Dans l'après-midi du 27 février, le HMS Exeter a été touché, et incendié, par le Nachi. Protégé par deux destroyers, dont l'un a été coulé, le petit croiseur lourd britannique a subi l'attaque de croiseurs légers, mais a réussi à rejoindre Surabaya. Plus tard dans la nuit, les deux croiseurs néerlandais restants, ont été torpillés et coulés, avec plus de 800 morts, à quelques minutes d'intervalle, par les croiseurs lourds Nachi et Haguro, aux ordres du contre-amiral Takeo Takagi.
Le lendemain, tandis que les croiseurs USS Houston, et HMAS Perth, qui avaient attaqué un convoi de troupes japonaises qui se dirigeait vers Bali, ont été coulés, dans le détroit de la Sonde par les croiseurs Mogami et Mikuma, les deux croiseurs Ashigara et Haguro ont retrouvé le HMS Exeter qui faisait route vers l'Inde, et l'ont coulé, avec son escorte.
À la mi-avril 1942, le Myōkō et le Haguro ont été lancés, vainement, à la poursuite des porte-avions USS Hornet et Enterprise qui avaient permis de lancer le raid sur Tokyo. Début mai, le contre-amiral Takagi commandant de la 5e Division de Croiseurs a été promu vice-amiral, et s'est retrouvé ainsi à la tête des forces qui devaient couvrir l'Opération Mo, c'est-à-dire l'attaque de Port Moresby ce qui va déclencher la bataille de la mer de Corail. Le 5 mai, les porte-avions Zuikaku, naviral amiral du contre-amiral Hara, et Shōkaku, arrivent de Truk, accompagnés des deux croiseurs lourds, aux ordres du vice-amiral Takagi, et entrent en mer de Corail, en contournant l'île de San Cristóbal, à l'est de Guadalcanal. La recherche des principales forces adverses à la mer donne peu de résultats, des deux côtés. Du côté américain, le 6, des bombardiers basés à terre repèrent un porte-avions, qui est coulé le lendemain, mais ce n'est que le porte-avions léger Shōhō, qui devait assurer la couverture aérienne rapprochée de l'attaque de Port Moresby,. Au même moment, les Japonais, pensant attaquer un porte-avions américain et un croiseur, endommagent très gravement le pétrolier USS Neosho et coulent son destroyer d'escorte. Dans la soirée du 7, l'aviation embarquée sur les Zuikaku et Shōkaku ne réussissent pas à localiser les porte-avions américains. Le 8 mai, en revanche, se déroule en mer de Corail, la première bataille aéronavale « au-delà de l'horizon » de l'histoire. L'USS Yorktown et le Shōkaku y sont gravement endommagés et l'USS Lexington y est coulé. Le Zuikaku, qui a pu récupérer les appareils du Shōkaku, a perdu 40 % de sa propre aviation embarquée. La reconstitution de la capacité offensive de la 5e Division va empêcher sa participation à la bataille de Midway, ce fut un élément déterminant dans le rapport des forces au cours de cette bataille décisive.

### Devant Guadalcanal (août 1942 - février 1943)
Lors de la bataille de Midway, les deux croiseurs Myōkō et Haguro ont fait partie de la 2e Flotte du vice-amiral Kondō. Dans le même temps, l'Ashigara, qui avait couvert l'occupation de l'île Christmas et était devenu le navire amiral de la Flotte de la Zone Sud-ouest, était en cale sèche au Japon, tandis que le Nachi était affecté à la Force du Nord, pour aller opérer contre les îles Aléoutiennes.
Fin juin 1942, le Myōkō et le Haguro ont rejoint le Nachi et participé au début de juillet, à l'occupation des îles Attu et Kiska, avant de rejoindre, à Truk, à la mi-août, la 2e Flotte, toujours aux ordres du vice-amiral Kondō, pour aller renforcer les forces japonaises de Guadalcanal. Ils ont opéré pendant les mois suivants dans le secteur des îles Salomon. Ils ont transporté des troupes entre Truk et Rabaul ou les îlots Shortland, d'où les destroyers du contre-amiral Tanaka devaient assurer la sécurité du transport jusqu'aux zones tenues par les Japonais de Guadalcanal, dans le cadre du « Tokyo Express ». Le Myōkō a participé, dans la nuit du 15 au 16 octobre, avec le Maya à un bombardement naval d'Henderson Field, mais les croiseurs de la 5e Division n'ont pas participé de façon significative aux batailles des Salomon orientales, des îles Santa Cruz, du cap Espérance ou de Guadalcanal du 12-13 ou du 14-15 novembre 1942. Ils ont participé au cours du mois de février à la couverture de l'Opération Ke, c'est-à-dire le retrait par les Japonais de leurs forces de Guadalcanal. Ensuite, jusqu'en mai, la 5e Division de Croiseurs est restée basée à Truk. Le 8 mai, elle a appareillé pour le Japon, et est arrivée à Yokosuka le 15 mai.

### La bataille des îles du Commandeur (mars 1943)

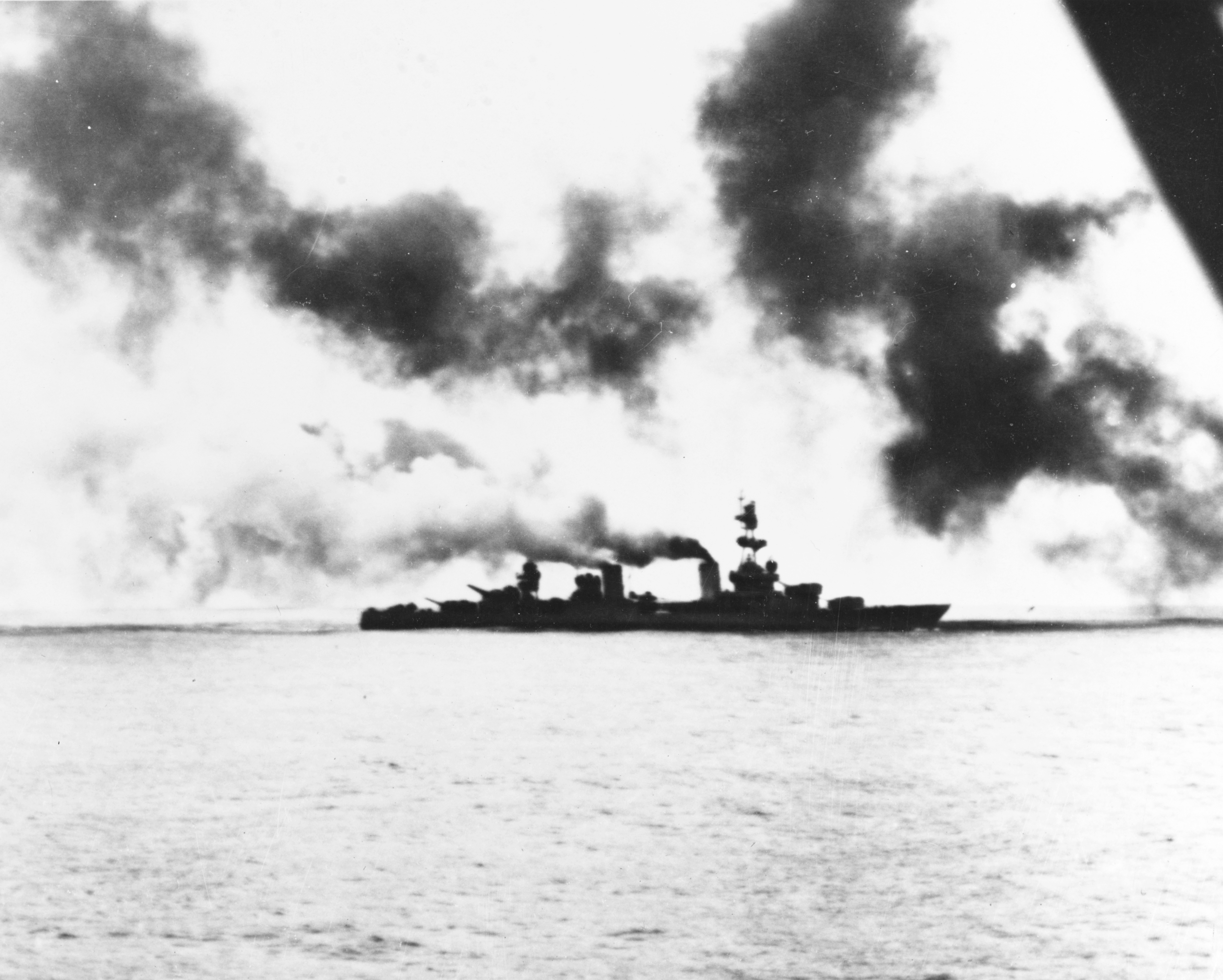
Le croiseur lourd en action au large des îles du Commandeur.

De son côté, le Nachi était resté, pendant l'automne et l'hiver 1942-1943, dans le secteur du Pacifique nord, navigant régulièrement, entre Ōminato, base de la 5e Flotte, au nord de Honshū et Paramushiro dans les îles Kouriles, pour assurer la sécurité de l'approvisionnement des garnisons japonaises des îles Aléoutiennes. Après la réparation des dommages qu'il avait subis à la mi-octobre 1942, devant Guadalcanal, le Maya a été assigné à la Force du Nord. Fin mars, le Nachi, qui portait la marque du vice-amiral Hosogaya, commandant la 5e Flotte, le Maya, deux croiseurs légers et quatre destroyers, escortaient deux navires de transport en route pour Kiska. Ils ont rencontré, le 26 mars, à proximité des îles du Commandeur, le croiseur lourd USS Salt Lake City, et le petit croiseur léger ancien Richmond qui portait la marque du contre-amiral McMorris et quatre destroyers. Après quatre heures de canonnade, l'USS Salt Lake City et les deux croiseurs lourds japonais avaient été touchés plusieurs fois, et l'escadre japonaise a rebroussé chemin : cela a mis un terme aux réapprovisionnements des garnisons des Aléoutiennes par des navires de surface, et le vice-amiral Hosogoya a été relevé de son commandement.
Retourné se faire réparer en avril au Japon, le Nachi y reçut un renforcement de sa DCA rapprochée. Le 11 mai, les Américains débarquaient sur l'île d'Attu et en entreprenaient la reconquête. Le 15 mai, le Myōkō et le Haguro ont été affectés en renfort à la Force du Nord. Mais comme la bataille d'Attu, après un violent combat, s'est achevée rapidement par une victoire américaine, ces deux croiseurs ont été envoyés à Sasebo, pour recevoir un radar de veille aérienne et quatre affûts doubles de 25 mm anti-aériens, avant de repartir vers les Salomon en août. Pendant ce temps, l'île de Kiska a été évacuée sans combats en juillet, le Nachi et le Maya participant à la couverture de l'opération.

### La bataille de la baie de l'Impératrice Augusta (novembre 1943)

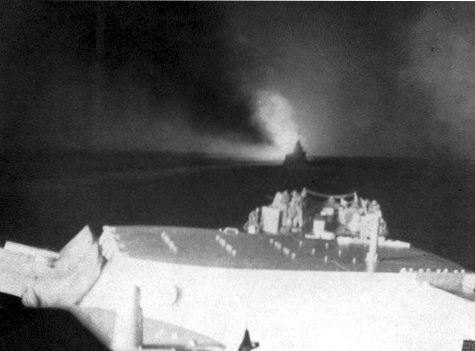
Vue de la bataille de la baie de l'Impératrice Augusta, depuis le croiseur, avec à l'arrière-plan le

Dans le secteur des îles Salomon, à partir de juin 1943, l'U.S. Navy a été à l'offensive, en Nouvelle-Géorgie, puis sur l'île de Vella Lavella, en août. Sur Bougainville, en novembre,et la Marine Impériale japonaise, qui y a engagé d'abord des destroyers et des croiseurs légers,, a dû se résoudre à y engager des bâtiments plus lourds. Ainsi, le 2 novembre, le contre-amiral Ōmori, avec deux croiseurs lourds, le Myōkō, sur lequel il avait sa marque de commandant de la 5e Division de Croiseurs, et le Haguro, deux croiseurs légers, les Agano et Sendai, et six destroyers, est sorti de Rabaul pour attaquer les transports qui avaient amené les Marines, dans la baie de l'Impératrice Augusta. Sous les ordres du contre-amiral Merrill quatre grands croiseurs légers de la classe Cleveland et huit destroyers de la Division de Destroyers 23 du capitaine de vaisseau (captain) Arleigh Burke surnommé « 31 nœuds », ont intercepté, dans la nuit, l'escadre japonaise, qui a perdu le Sendai et un destroyer, amenant le contre-amiral Ōmori à faire demi-tour,, ce qui lui vaudra d'être remplacé à la tête de la 5e Division de Croiseurs par le contre-amiral Hashimoto.

### La bataille de la mer des Philippines (juin 1944)

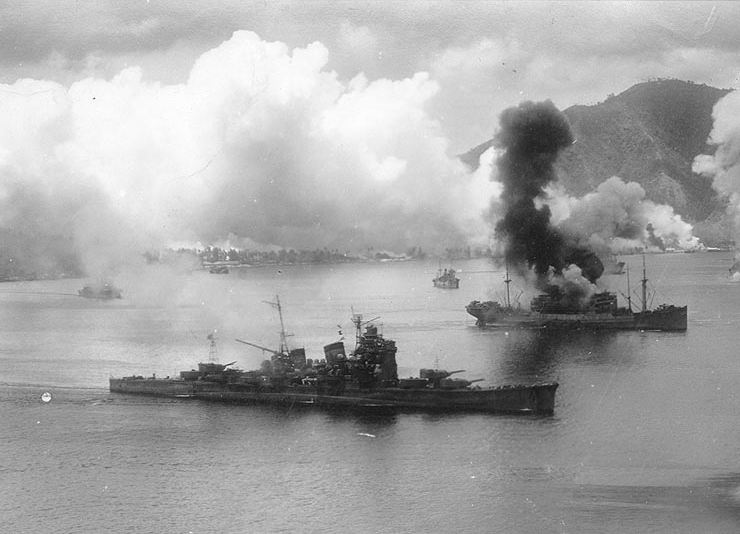
Le Haguro sous les bombes de l'U.S.A.A.F., à Rabaul, le 2 novembre 1943

Après les bombardements de l'aviation embarquée américaine sur Rabaul, début novembre 1943, et sur Truk, à la mi-février 1944, la Marine Impériale japonaise a dû replier ses grands bâtiments sur les îles Lingga, avant de les baser sur les mouillages de Tawi-Tawi. Fin mai-début juin, les deux croiseurs Myōkō et Haguro ont accompagné le cuirassé Fusō, dans une tentative inaboutie de renforcement des troupes défendant l'île de Biak. Mais l'attaque américaine des îles Mariannes a entrainé la mise en œuvre du plan A-GO, et les deux croiseurs ont alors été rattachés aux grands porte-avions de la Force "A" du vice-amiral Ozawa. Après que son navire amiral, le porte-avions Taihō, a été coulé, l'amiral a brièvement mis sa marque sur le Haguro, avant de passer finalement sur le Zuikaku. Rentrés à Kure, les deux croiseurs eurent encore une fois leur équipement radar amélioré et leur DCA rapprochée augmentée, atteignant 52 tubes (quatre affûts triples, huit doubles et vingt-quatre simples de 25 mm type 96 Anti-Aériens). À partir de la fin juillet, les deux croiseurs ont été basés au mouillage des îles Lingga.

### Les batailles pour le Golfe de Leyte (octobre 1944)
Après la bataille des îles du Commandeur, le Nachi est resté dans le Pacifique Nord pendant l'année 1943, et il a été rejoint en février 1944 par l 'Ashigara, qui était auparavant dans la Zone Pacifique Sud-ouest, opérant de Makassar, dans les Célèbes, à Mergui, en Birmanie, en passant par Surabaya, à Java, Singapour ou le mouillage des îlots Lingga. Lors d'un passage à l'arsenal de Kure en septembre, la DCA rapprochée des deux croiseurs a été augmentée de deux affûts doubles et vingt affûts simples de 25 mm type 96 Anti-Aériens, ce qui l'a portée à 48 tubes.
Dans la variante du plan Sho-Go, élaboré par le commandement de la Marine Impériale japonaise, pour la défense des Philippines, il était prévu une sortie générale des forces navales, celles basées au Japon devant attaquer par le nord de l'archipel philippin, celles basées dans le secteur de la mer de Chine méridionale devant attaquer par le sud. La Force "A" du vice-amiral Ozawa, qui rassemblait les derniers porte-avions rescapés de la bataille de la mer de Philippines, et qui était basée en Mer Intérieure, devait donc opérer avec la 5e Flotte du vice-amiral Shima, basée au nord de Honshū, à laquelle étaient affectés les cuirassés hybrides de la classe Ise, qui constituaient la 4e Division de Porte-avions, et les croiseurs lourds Nachi et Ashigara. Les deux autres croiseurs de la 5e Division de Croiseurs, Myōkō et Haguro, basés aux îles Lingga, près de Singapour, devaient, quant à eux, opérer avec la 1re Division de Cuirassés (les deux cuirassés géants de la classe Yamato, et le Nagato), la 2e Division de Cuirassés (les deux cuirassés de la classe Fusō), la 3e Division de Cuirassés (les deux cuirassés restant de la classe Kongō), les 4e et 7e Divisions de Croiseurs (quatre croiseurs de la classe Takao, trois croiseurs de la classe Mogami et les deux croiseurs de la classe Tone) constituant la Force d'Attaque de Diversion no 1, aux ordres du vice-amiral Kurita.
Mais parce que le nombre de pilotes formés à opérer à partir de porte-avions était devenu par trop insuffisant, il fut décidé de faire jouer à la Force "A" du vice-amiral Ozawa, un rôle de leurre pour attirer les grands porte-avions de la IIIe Flotte américaine, et ainsi faciliter l'approche des cuirassés de la Force d'Attaque du vice-amiral Kurita, à qui était dévolu le rôle essentiel de détruire les forces amphibies qui mettraient à terre les soldats américains sur les côtes des Philippines. De ce fait, la 5e Flotte du vice-amiral Shima, dont les deux cuirassés hybrides ont été rattachés au vice-amiral Ozawa, a été envoyée en renfort du vice-amiral Kurita, mais sans qu'on eût pris le temps d'organiser une quelconque coordination.

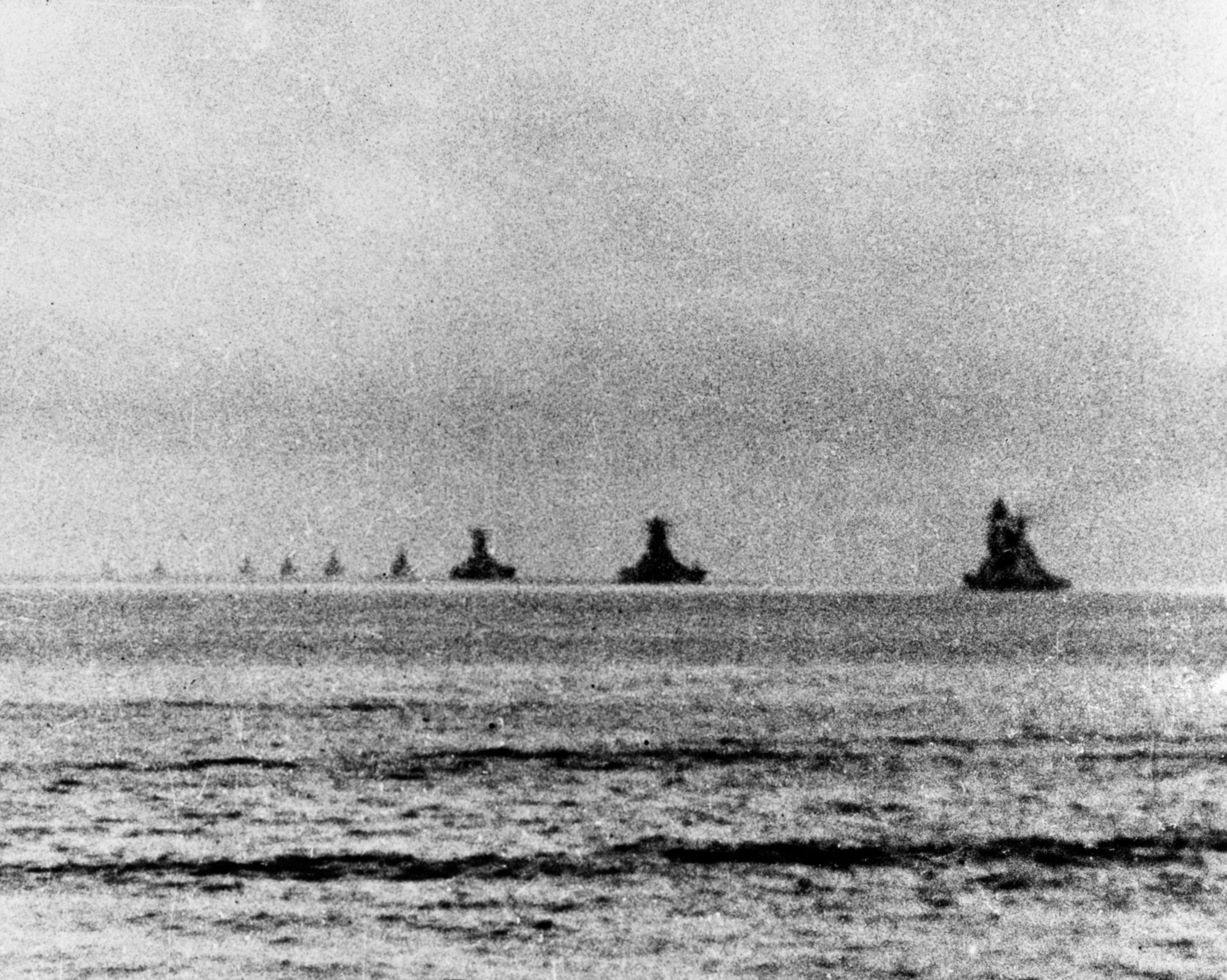
La Force d'Attaque de Diversion no 1 du vice-amiral Kurita quitte Brunei, le 22 octobre 1944, suivant le Myōkō et le Haguro

Dès que les bombardements préparatoires aux débarquements eurent commencé, le vice-amiral Kurita reçut l'ordre d'appareiller, le 18 octobre. Le 20, il relâcha en baie de Brunei, à Bornéo, pour refaire les pleins, et il explicita devant ses commandants d'unités et le vice-amiral Nishimura, son intention de manœuvre: passer par la mer de Sibuyan et le détroit de San-Bernardino, contourner l'île de Samar par le nord et l'est, et entrer dans le golfe de Leyte, le 25 au matin, où l'escadre du vice-amiral Nishimura le rejoindrait après être passée par le détroit de Surigao, et attaquer les forces amphibies américaines jusque vers Tacloban puis repartir par le détroit de Surigao.

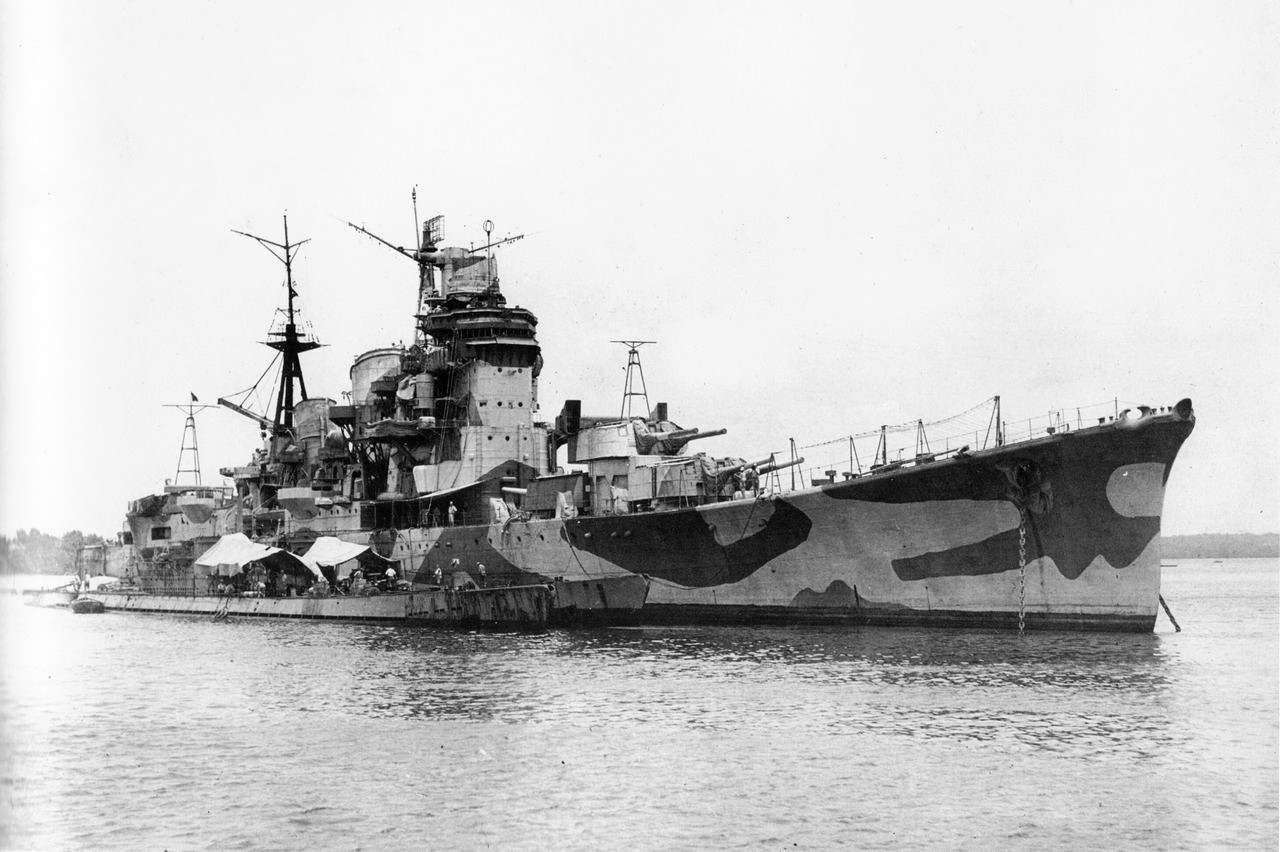
Le Myōkō, à l'automne 1945, immobilisé à Singapour, l'arrière détruit

La Force “Centrale”, comme les Américains ont désigné l'escadre du vice-amiral Kurita, a repris la mer le 22 au matin, pour longer la côte ouest de l'île de Palawan, tandis que le vice-amiral Nishimura, avec la 2e Division de Cuirassés et le Mogami a traversé la mer de Sulu, cap au nord-est vers le détroit de Surigao. Très tôt le 23 octobre, deux sous-marins américains ont coulé deux croiseurs de la classe Takao, dont le naviral sur lequel vice-amiral Kurita avait sa marque, et en ont endommagé un troisième, qui dut mettre le cap sur Singapour. Repérée par des reconnaissances aériennes dans la journée du 24, la Force Centrale a été attaquée par l'aviation embarquée des grands porte-avions de la IIIe Flotte, qui a concentré ses attaques sur les cuirassés. Cependant, le Myōkō a été touché par une torpille aérienne d'un bombardier torpilleur “Avenger” du porte-avions USS Intrepid. Ses hélices tribord endommagées, sa vitesse réduite à 15 nœuds, il a dû rebrousser chemin vers Singapour. Malgré la perte, importante, du cuirassé géant Musashi, l'escadre du vice-amiral Kurita a franchi, dans la nuit, le détroit de San-Bernardino.
De son côté, sur le Nachi, le vice-amiral Shima dont la 5e Flotte se trouvait réduite à deux croiseurs lourds, un croiseur léger et des destroyers, a quitté Kure et se trouvait à Bako, dans les Îles Pescadores, à l'ouest de Formose, le 20 octobre, où il a reçu l'ordre de gagner la baie de Coron, dans les Îles Calamian au nord de Palawan, afin de d'entrer dans le golfe de Leyte par le détroit de Surigao. Mais, en raison du silence radio, il n'a jamais pu savoir précisément à quelle distance il se trouvait de l'escadre du vice-amiral Nishimura, ni à quelle heure celui-ci devait franchir le détroit de Surigao. Ayant conscience par des messages radio interceptés que la flotte du vice-amiral Kurita avait été ralentie par la bataille livrée en mer de Sibuyan, il a décidé d'accélérer pour entrer dans le détroit de Surigao vers 3 h et non pas vers 6 h, mais la défaite du vice-amiral Nishimura y était déjà consommée. Marchant au canon à 28 nœuds, dans la fumée, parmi les épaves en feu, le Nachi est entré en collision, vers 4 h 30, avec le croiseur Mogami, désemparé et ne gouvernant plus. Le vice-amiral Shima a alors décidé de faire demi-tour, et les croiseurs américains l'ont aperçu, route au sud à 25 nœuds, hors de portée, vers 5 h 30.
Quelques heures plus tard, au large de l'île de Samar, au cours d'une attaque contre les porte-avions d'escorte de la VIIe Flotte, la Force centrale du vice-amiral Kurita a perdu trois croiseurs lourds coulés par l'aviation embarquée, tandis qu'un quatrième, torpillé par un destroyer américain a dû quitter le champ de bataille pour gagner Manille. Mais le Haguro a été un des deux seuls croiseurs lourds de l'escadre du vice-amiral Kurita encore opérationnels à la fin de la bataille de Leyte.
Après la bataille du golfe de Leyte, sommairement réparé, le Myōkō a quitté Singapour pour le Japon, mais il a été atteint le 13 décembre 1944 par six torpilles du sous-marin USS Bergall (en). Revenu en remorque à l'arsenal de Singapour, il ne pourra y avoir son arrière réparé, les capacités de réparations navales y étant devenues insuffisantes.

### La fin des croiseurs de la5edivision(novembre 1944 - juin 1945)

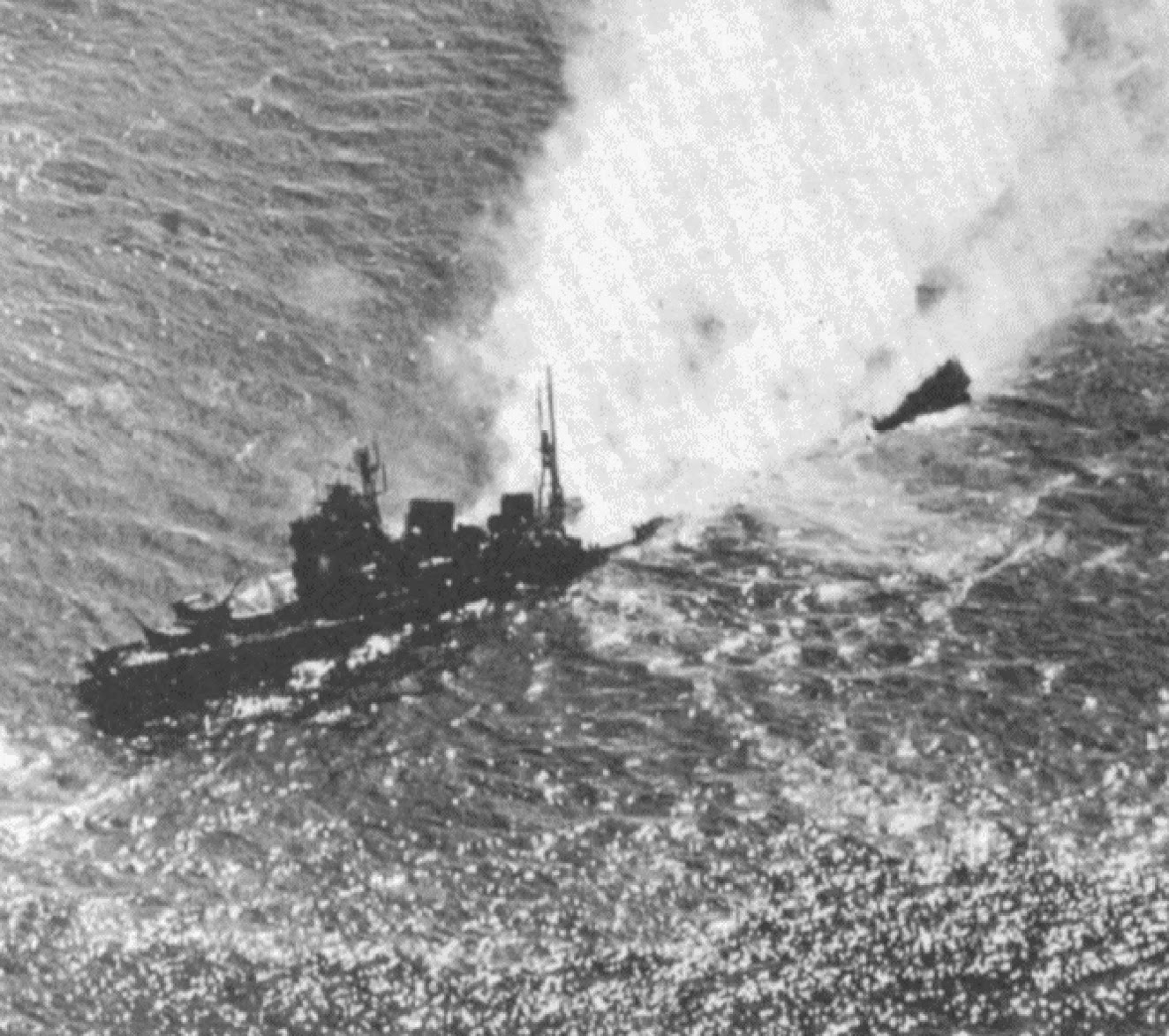
Le Nachi se brise sous les bombes, en baie de Manille, le 5 novembre 1944

Dans la baie de Manille, dès le 5 novembre 1944, le Nachi a été coulé par des attaques de l'aviation embarquée sur les porte-avions USS Lexington et USS Ticonderoga de la IIIe flotte de l'U.S. Navy, dans le cadre des bombardements de la campagne de reconquête des Philippines.
Le Haguro, après avoir un temps accompagné le Yamato a été basé à Singapour, et a participé à l'approvisionnement des garnisons des îles Andaman dans l'Océan Indien, alors que se développait l'offensive de reconquête de la Birmanie. En participant ensuite à la couverture de l'évacuation de ces mêmes garnisons, il a été coulé le 16 mai 1945, dans le détroit de Malacca à proximité de Penang, à la suite d'une attaque de la 26e flottille de Destroyers britanniques de l'East Indies Fleet, flottille dont le commandant avait sa marque sur le HMS Saumarez, un vétéran de la bataille du Cap Nord contre le Scharnhorst.
L'Ashigara après avoir participé un temps à la défense des Philippines, a été basé à Singapour, à partir de février, pour assurer l'approvisionnement des garnisons de Java. Le 8 juin 1945 (en), en route de Jakarta à Singapour, dans le détroit de Bangka, il a été touché par cinq torpilles du sous-marin britannique HMS Trenchant et a coulé alors qu'il était escorté par le destroyer Kamikaze.
À Singapour, le 31 juillet, le Myōkō, a échappé à une attaque de sous-marins nains britanniques qui ont endommagé le Takao. Après la reddition, en septembre 1945, de Singapour aux Britanniques, ceux-ci ont sabordé le Myōkō, dans le détroit de Malacca, le 8 juin 1946.